# 岩川英樹
岩川 英樹（いわかわ ひでき、男性、1986年1月6日 - ）は、日本のソングライター、編曲家、ベーシスト。高知県生まれ。Sound Garden所属。

## 来歴
幼い頃より両親の好きな歌謡曲やフォークソングを聴いて育つ。中学時代まではバスケットボール部のキャプテンを務めるスポーツ少年だった。中学3年の夏休みに音楽好きの姉の影響でベースを手にする。高知県立高知追手前高等学校に進学、地元のライブハウスを中心に活動を始める。18歳でESPギタークラフトアカデミー大阪に進学し楽器製作を学びながらバンド活動を続ける。21歳の時に音楽の道を諦め滋賀県に移り住むが、1年後に音楽への気持ちを断ち切れず上京。バンドでは常にセルフプロデュースの形をとっていたため、独学でDTMや音楽制作を学んでいく。25歳で所属するバンドが解散、作曲家へ転身。Sound Gardenという音楽制作チームを結成し、自宅兼スタジオを中心にテーマソングやテレビ番組BGM、アーティストへの楽曲提供等の活動をしている。

## 作品

### テレビ番組
- カレー番長がいく!!(2012年)
- プロ野球ニュース(2012年)
- 生田くん、ハイ!(2012年)
- みんなの一休さん(2012年)
- FNS27時間テレビ (2012年)
- 情報プレゼンター とくダネ!(2013年10月 - )
- ミューサタ(2013年10月 - )
- FNN NEWS Pick Up(2013年10月 -)

### スポーツ、イベント
- 高知よさこい祭り　逢縁喜宴
- つば九郎音頭～おとなのじじょう～
- GLITTER8（グリッターエイト）～キラキラヒカル　フジテレビ～

### その他
- FML Collection vol.1 - vol.33
- FML Game Music Track vol.1
- FML Broadcasting Tunes vol.1